# Labicymbium
Genre
Labicymbium est un genre d'araignées aranéomorphes de la famille des Linyphiidae.

## Distribution
Les espèces de ce genre se rencontrent en Amérique du Sud.

## Liste des espèces
Selon World Spider Catalog (version 16.5, 17/10/2015) :
- Labicymbium ambiguum Millidge, 1991
- Labicymbium auctum Millidge, 1991
- Labicymbium avium Millidge, 1991
- Labicymbium breve Millidge, 1991
- Labicymbium cognatum Millidge, 1991
- Labicymbium cordiforme Millidge, 1991
- Labicymbium curitiba Rodrigues, 2008
- Labicymbium dentichele Millidge, 1991
- Labicymbium exiguum Millidge, 1991
- Labicymbium fuscum Millidge, 1991
- Labicymbium jucundum Millidge, 1991
- Labicymbium majus Millidge, 1991
- Labicymbium montanum Millidge, 1991
- Labicymbium nigrum Millidge, 1991
- Labicymbium opacum Millidge, 1991
- Labicymbium otti Rodrigues, 2008
- Labicymbium rancho Ott & Lise, 1997
- Labicymbium rusticulum (Keyserling, 1891)
- Labicymbium sturmi Millidge, 1991
- Labicymbium sublestum Millidge, 1991

## Publication originale
- Millidge, 1991 : Further linyphiid spiders (Araneae) from South America. Bulletin of the American Museum of Natural History, no 205, p. 1-199 (texte intégral).